# 神戸高専剣道実技拒否事件
神戸高専剣道実技拒否事件（こうべこうせんけんどうじつぎきょひじけん）とは、公立学校の学生が、自己の宗教的信条に反するという理由で、必修科目である剣道の履修を拒否したため留年（原級留置）処分となり、更に翌年度も原級留置処分を受けたために、学則にしたがい学校長により退学処分を受けたところ、当該処分が違法であるとして取消しを求めた行政訴訟（抗告訴訟）である。学校教育における信教の自由の保障が争われ、憲法学上著名な判例のひとつであると共に、裁量統制を巡る重要な判例のひとつとして行政法学上も著名である。

## 事件の概要
1990年に神戸市立工業高等専門学校に入学した学生には、「エホバの証人」の信者5名がいた。この年に同校は新校舎に移転したことにともない、体育科目の一部として格技である剣道の科目を開講した。この科目に対して5名は、彼らの信仰するところの聖書が説く「彼らはその剣をすきの刃に、その槍を刈り込みばさみに打ち変えなければならなくなる。国民は国民に向かって剣を上げず、彼らはもはや戦いを学ばない」という原則と調和しないと主張し、剣道の履修を拒否した。彼らもただ授業を拒否しただけでなく、病気で体育が出来ない学生のように授業を見学した上でレポートの提出をもって授業参加と認めるように体育教師とかけあったが、認められなかった。そのため、5名の信者が体育の単位を修得できず、同校内規により第1学年に原級留置となった。
翌年、信者5名のうち3名は進級の基準となる点数（55点）を得たため第2学年に進級出来たが、1名は自主退学、もう1名（原告）は前年と同様の経緯をたどったため、再び第1学年に原級留置とされた。同校の学則は2年連続して原級留置の場合は退学を命ずることができるという内規があり、その内規により退学処分を命じられた。

## 裁判の経過
原告となった元学生は、1990年度の進級拒否、1991年度の進級拒否・退学についてそれぞれ執行停止の申し立て（仮処分申請を含む）を行い、また処分取り消し訴訟を提起するなどの法的措置をした。そのうち執行停止の申し立てはそれぞれ神戸地裁と大阪高裁で却下された。その後で、学校側の一連の学生に対する違法性の有無について争われることになった。なお下記が双方の主張であった。

### 原告（元学生）の主張
- 必修の体育科目の一部である剣道の授業を拒否した学生に対して、学校側はレポート提出等の代替措置を一切認めず欠席扱いとし、最終的には退学とした学校側の措置は裁量権の逸脱である。
- 学校側による剣道の履修の強要は、日本国憲法が保障する信教と良心の自由を侵害する行為である。
- 他の学校では同様な格闘技の授業を拒否する学生に対し代替措置が行われている。また高等専門学校において剣道実技の履修が必須のものとはいえない。

### 被告（学校側）の主張
- 学校入学時の募集要項に必修科目の事が記載していたはずであり、単位として取得できなければどのような措置になるかが周知されていたといえる。そのため履修拒否することは最初から予期していたはずだ。
- 原告が主張する代替措置を学校が認めたら、特定の宗教の信仰を援助支援したことになり、日本国憲法20条3項の政教分離に反することになる。
- 信教の自由による行為が常にその自由が保障されるというものではない。信教の自由を制限して得られる公共的利益の方が学校運営上必要である。

### 第一審
1993年（平成3年）2月22日に神戸地方裁判所第2民事部で第一審判決公判が開かれ、神戸地裁は学校側の主張を認めて原告の請求を棄却する判決を言い渡した。これは宗教的信条が「加持祈祷事件」（最高裁昭和38年5月15日）の判決で示された、「信教の自由の保障する限界を逸脱し」かつ「著しく反社会的なもの」であれば、法的保護を与えることが出来ないとした判例を基にしたものであった。これを不服とした原告は大阪高等裁判所に控訴した。

### 上訴審
1994年（平成6年）12月22日に大阪高等裁判所第11民事部で開かれた控訴審判決公判では、大阪高裁は地裁の第一審判決を破棄し、学校側による一連の措置は裁量権の逸脱であり違憲違法なものであったと認定し、原告の主張を認める判決を言い渡した。
これに対し被告は最高裁判所に上告を行ったが、最高裁第2小法廷は同年3月8日に被告の上告を棄却する判決を全員一致で言い渡し、原告の勝訴が確定した。最高裁は判決で『他の学校では同様な格闘技の授業を拒否する学生に対し代替措置が行われている』とし、『高等専門学校において剣道実技の履修が必須のものとまではいい難く、他の体育科目による代替的方法によってこれを行うことも性質上可能である』とした。
一連の学校側の措置については、『信仰の自由や宗教的行為に対する制約を特に目的とするものではなかったが、学生の信仰の自由に対して配慮しない結果となり、原級留置処分の決定も退学処分の選択も社会観念上著しく妥当を欠き、裁量権の範囲を超えた違法なものといわざるを得ない』として、学校側の処分取り消しを決定した。
なお学校側が主張した学生の行為を認めたら日本国憲法20条3項の政教分離に反するか否かであるが、『代替措置を講じることは特定の宗教に対する援助をするわけではない』として、特定宗教の援助にはあたらないとした。

## 最高裁判決後
最高裁判決の翌月（1996年4月）、原告の元学生は第2学年に復学している。すでに21歳となっていた元学生に対して、学校側からは第4学年へ編入する提案もあったが、元学生はこれを断り、取り消された退学処分の時点（第1学年末）に対応する学年に復学することを選択した。

## 信教の自由
エホバの証人は教義の原則にかたくななまでに忠実に従うため、慣習が世俗的な社会とは異なる場合がある。そのため、社会とのかかわりで生じた摩擦をめぐり、教徒が起こした裁判は他にも存在する。著名なものとしては、エホバの証人輸血拒否事件などがある。
学校教育における宗教的中立性は、信教の自由と対立することがある。この事件はそれを過度に強調し、信仰の自由が抑圧された例とされている。